# Babak

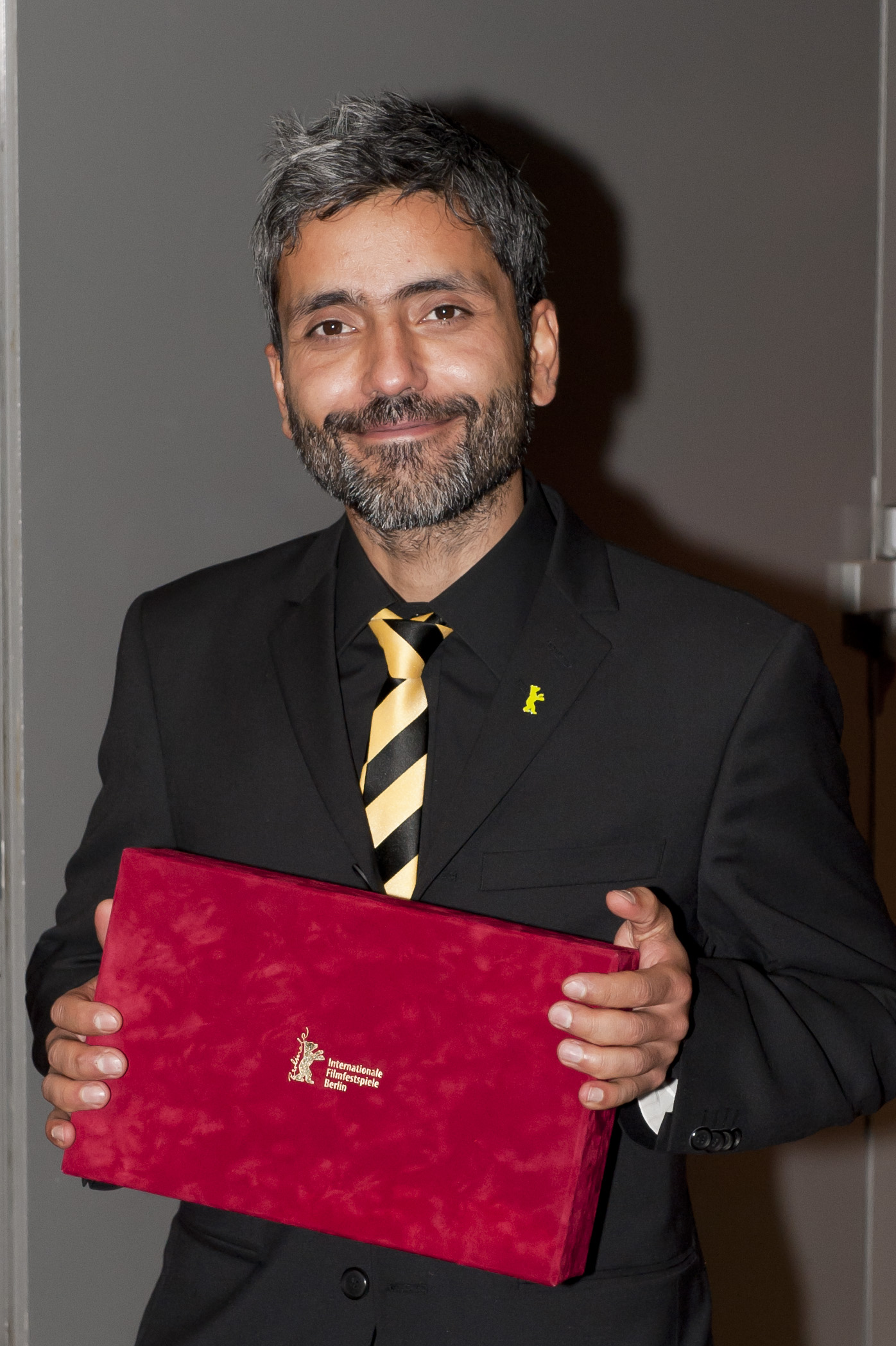
Babak Najafi, 2010.

Babak (persiska: بابک) är ett persiskt mansnamn som härstammar från medelpersiskans Papak.
Den 31 december 2008 fanns det 343 män som hade förnamnet Babak. Av dessa hade 307 namnet Babak som tilltalsnamn.

## Personer med namnet Babak
- Babak, upprorsledare mot det arabiska abbasidiska kalifatet
- Babak Najafi, svensk regissör